# Gehaltsangabe
Gehaltsangaben – auch Gehaltsgrößen genannt – geben in Chemie und Physik den Gehalt eines Stoffes in einem Stoffgemisch an (DIN 1310), quantifizieren also den materiellen Anteil eines einzelnen Stoffes an einem festen, flüssigen oder gasförmigen Gemisch, beispielsweise einer wässerigen Lösung oder einer Legierung (vgl. Kennzahl). Gehaltsangaben werden gemacht unter Nutzung der drei physikalischen Basisgrößen
- Masse m,
- Volumen V und
- Stoffmenge n.

Gehaltsgrößen sind Quotientengrößen und werden über Größengleichungen definiert. Man unterscheidet
- Verhältnisse: Größe einer Komponente in Bezug auf die gleiche Größe einer zu benennenden anderen Komponente (z. B. Lösungsmittel) (Massenverhältnis, Stoffmengenverhältnis, Volumenverhältnis).
- Anteile: Größe einer Komponente in Bezug auf die Summe der gleichen Größe aller Komponenten (z. B. gelöste Stoffe und Lösungsmittel): Massenanteil, Stoffmengenanteil, Volumenanteil.
- Konzentrationen: Größe einer Komponente in Bezug auf das Endvolumen (Gesamtvolumen) der Mischung (Lösung): Massenkonzentration, Stoffmengenkonzentration, Volumenkonzentration.

Alle Gehaltsgrößen, die das Volumen als Größe enthalten, sind temperaturabhängig. Zu einer eindeutigen Angabe von Volumenanteilen, Konzentrationen, Volumenanteilen und Volumenverhältnissen gehört daher auch die Nennung der zugehörigen Temperatur. (Zur Temperaturabhängigkeit der Volumenkonzentration etwa Alkoholgehalt.)
Die Gehaltsgrößen / Gehaltsangaben sind für die Lösung (Lsg) eines Stoffes (i bzw. j) im Lösemittel (LM) durch die folgenden Größengleichungen definiert.

## Angabe des Verhältnisses zweier Komponenten
Massenverhältnis:
{\displaystyle \zeta \ ={\frac {m\mathrm {(i)} }{m\mathrm {(j)} }}}
Stoffmengenverhältnis:
{\displaystyle r\ ={\frac {n\mathrm {(i)} }{n\mathrm {(j)} }}}
Volumenverhältnis:.
{\displaystyle \psi \ ={\frac {V\mathrm {(i)} }{V\mathrm {(j)} }}}

## Angabe des Anteils einer Komponente
Massenanteil:
{\displaystyle w\mathrm {(i)} ={\frac {m\mathrm {(i)} }{m\mathrm {(i)} +m\mathrm {(j)} }}}
Stoffmengenanteil:
{\displaystyle \chi \mathrm {(i)} ={\frac {n\mathrm {(i)} }{n\mathrm {(i)} +n\mathrm {(j)} }}}
Volumenanteil:
{\displaystyle \varphi \mathrm {(i)} ={\frac {V\mathrm {(i)} }{V\mathrm {(i)} +V\mathrm {(j)} }}}
- Die Angabe „Masse-%“ entspricht dem Massenanteil ×100, die Angabe „Volumen-%“ der Volumenanteil ×100. Diese Bezeichnungsweisen sind unsystematisch, aber noch nicht völlig ausgestorben; denn Prozent ist nichts Anderes als eine andere Schreibfigur für die Zahl 0,01.
- Molenbruch ist eine andere, veraltete Bezeichnung für den Stoffmengenanteil.
- Für ideale Gase i gilt φ(i) = x(i).

Neben Angaben in Prozent (1 %= 1:100 Teile) der Gesamtmasse oder des Gesamtvolumens von Gemischen existieren noch Angaben in Promille (1 : 1000), ppm (1 : 1 Million), ppb (1 : 1 Milliarde oder 1 Billion), ppt (1 : 1 Billion oder einer Trillion oder Tausend) und ppq (1 : 1 Billiarde oder 1 Quadrillion). Jedoch sind solche Bezeichnungen – außer Prozent und Promille – abhängig vom kulturellen Kontext sowohl des Autors als auch des Lesers, und daher nicht empfehlenswert (siehe parts per million). Sie sind leicht durch die Brüche der Einheiten zu ersetzen (wie etwa µg/kg), was gleichzeitig die Wahrscheinlichkeit für eine fehlerhafte Angabe oder Interpretation der gemeinten Einheiten verringert. Eine vernünftige aber seltene Alternative ist die Verwendung von SI-Präfixen: µ%, p% etc.
V(Gemisch) und V(Lösung) können die Summen der Volumina der Einzelkomponenten vor oder nach dem Mischen oder Lösen meinen. Da es sich vor dem Mischen aber nicht um ein Gemisch handelt, sollte so immer nur das Gemisch angegeben und ansonsten die Volumina der Komponenten. Das Volumen eines Gemisches ist nicht gleich der Summe der Volumina der Komponenten V(i) + V(LM) vor dem Mischen, denn es tritt beim Mischen der Komponenten eine Volumenkontraktion oder eine Volumenausdehnung (Volumendilatation) ein.
Bei einer Volumenkontraktion gilt also: V(i) + V(LM) > V(Lösung). Daher müssen Volumenanteil φ(i) (in Bezug auf die Summe der Einzelvolumina der Stoffe) und Volumenkonzentration σ(i) (in Bezug auf das Volumen der Lösung nach dem Lösen) voneinander unterschieden werden. Oft ist die Angabe des Volumenanteils daher unzweckmäßig, besser ist stattdessen, die Volumenkonzentration anzugeben.

## Angabe der Konzentration einer Komponente
Massenkonzentration:
{\displaystyle \beta \mathrm {(i)} ={\frac {m\mathrm {(i)} }{V\mathrm {(Lsg)} }}}
Stoffmengenkonzentration:
{\displaystyle c\mathrm {(i)} ={\frac {n\mathrm {(i)} }{V\mathrm {(Lsg)} }}}
Volumenkonzentration:
{\displaystyle \sigma \mathrm {(i)} ={\frac {V\mathrm {(i)} }{V\mathrm {(Lsg)} }}}
(Vgl. Anmerkung zum Volumenanteil oben)
Molalität:
{\displaystyle b\mathrm {(i)} ={\frac {n\mathrm {(i)} }{m\mathrm {(LM)} }}}
(Neben diesem Begriff existiert in der Chemie noch die veraltete Gehaltsangabe Normalität.
Hier hat man die Stoffmengenkonzentration c = n/V (veraltet: Molarität) mit der chemischen stöchiometrischen Wertigkeit z des reagierenden Stoffes multipliziert.
Eine Schwefelsäure mit c = 0,5 mol/L hat daher z. B. die Normalität 1,0.
In DIN-normgerechter Darstellung bedeutet dies Folgendes:
Legt man bei der Verwendung des Mol Schwefelsäure-Teilchen H2SO4 zu Grunde, ist c = 0,5 mol/L, legt man stattdessen Äquivalent-Teilchen 1/2 (H2SO4) zu Grunde, weil im Falle der betrachteten chemischen Reaktion die stöchiometrische Wertigkeit der Schwefelsäure z = 2 beträgt, ist c = 1 mol/L; in veralteter Sprechweise: eine 0,5-molare wässerige Schwefelsäurelösung ist 1-normal, sofern die Schwefelsäure 2-wertig benutzt wird.)

## Umrechnung
Zur Umrechnung der Gehaltsangaben benötigt man insbesondere folgende Größen:
- M = m / n (Molare Masse = Masse / Stoffmenge)
- ρ = m / V (Dichte = Masse / Volumen)
- Vm = V / n (Molares Volumen = Volumen / Stoffmenge).